# Tomina (provincie)
Tomina is een provincie in het departement Chuquisaca in Bolivia. De provincie heeft een oppervlakte van 3947 km² en heeft 35.192 inwoners (2012). De hoofdstad is Padilla.
Tomina is verdeeld in vijf gemeenten:
- El Villar
- Padilla
- Sopachuy
- Tomina
- Villa Alcalá

Belisario Boeto · 
Hernando Siles · 
Jaime Zudáñez · 
Juana Azurduy de Padilla · 
Luis Calvo · 
Nor Cinti · 
Oropeza · 
Sud Cinti · 
Tomina · 
Yamparáez